# Deutscher Skiverband
Der Deutsche Skiverband e. V., kurz DSV, ist die am 4. November 1905 gegründete Dachorganisation deutscher Skivereine. Der Deutsche Skiverband vertritt international die Interessen des deutschen Skisports und bildet Athleten und Trainer aus. Sitz des Verbandes ist Planegg südwestlich von München.

## Geschichte
Vor der Gründung des DSV etablierten sich lokale Skivereine. Im Jahr 1890 wurde mit dem SC München der erste deutsche Skiverein gegründet und bald darauf wieder aufgelöst. Im Jahr 1891 folgte der SC Todtnau und 1892 der WSV Braunlage, sowie 1896 der Ski-Club Sankt Andreasberg. Wilhelm Paulcke vom SC Schwarzwald zog bereits 1903 die Gründung einer übergeordneten Vereinigung in Erwägung. Am 12. September 1905 erfolgte die Einladung der Delegierten von elf Vereinen mit insgesamt rund 2500 Mitgliedern in die Gaststätte Augustiner-Bräu in der Neuhauser Straße in München. Dort wurde am 4. November mit 165:79 Stimmen die Gründung des Deutschen Skiverbands beschlossen. Zur gleichen Zeit wurde in einem anderen Raum des Lokals der Österreichische Skiverband gegründet. Erster Präsident war Wilhelm Offermann, der neben Wilhelm Paulcke und Franz Kohlhepp einer der Initiatoren des deutschen Skisports war. Aktueller Präsident des DSV ist Jörg Flechtner.
Im Jahr 2002 eröffnete der DSV das Deutsche Skimuseum Planegg (DSMP) im Haus des Ski in Planegg. Laut DSV umfasst es die bedeutendste Sammlung von Skiexponaten weltweit.

## Landesskiverbände
Folgende Landesskiverbände bilden den Deutschen Skiverband:
- Bayerischer Skiverband e. V.
- Hessischer Skiverband e. V.
- Landes-Skiverband Brandenburg e. V.
- Landes-Skiverband Bremen
- Niedersächsischer Skiverband e. V.
- Saarländischer Bergsteiger- u. Skiläuferbund e. V.
- Schwäbischer Skiverband e. V.
- Skiverband Berlin e. V.
- Skiverband Mecklenburg-Vorpommern
- Skiverband Pfalz e. V.
- Skiverband Rheinland e. V.
- Skiverband Sachsen e. V.
- Skiverband Sachsen-Anhalt e. V.
- Skiverband Schleswig-Holstein e. V.
- Skiverband Schwarzwald e. V.
- Skiverband Schwarzwald-Nord e. V.
- SV Rheinhessen
- Thüringer Skiverband e. V.
- Verband Hamburger Skivereine e. V.
- Westdeutscher Skiverband e. V.

## Großveranstaltungen

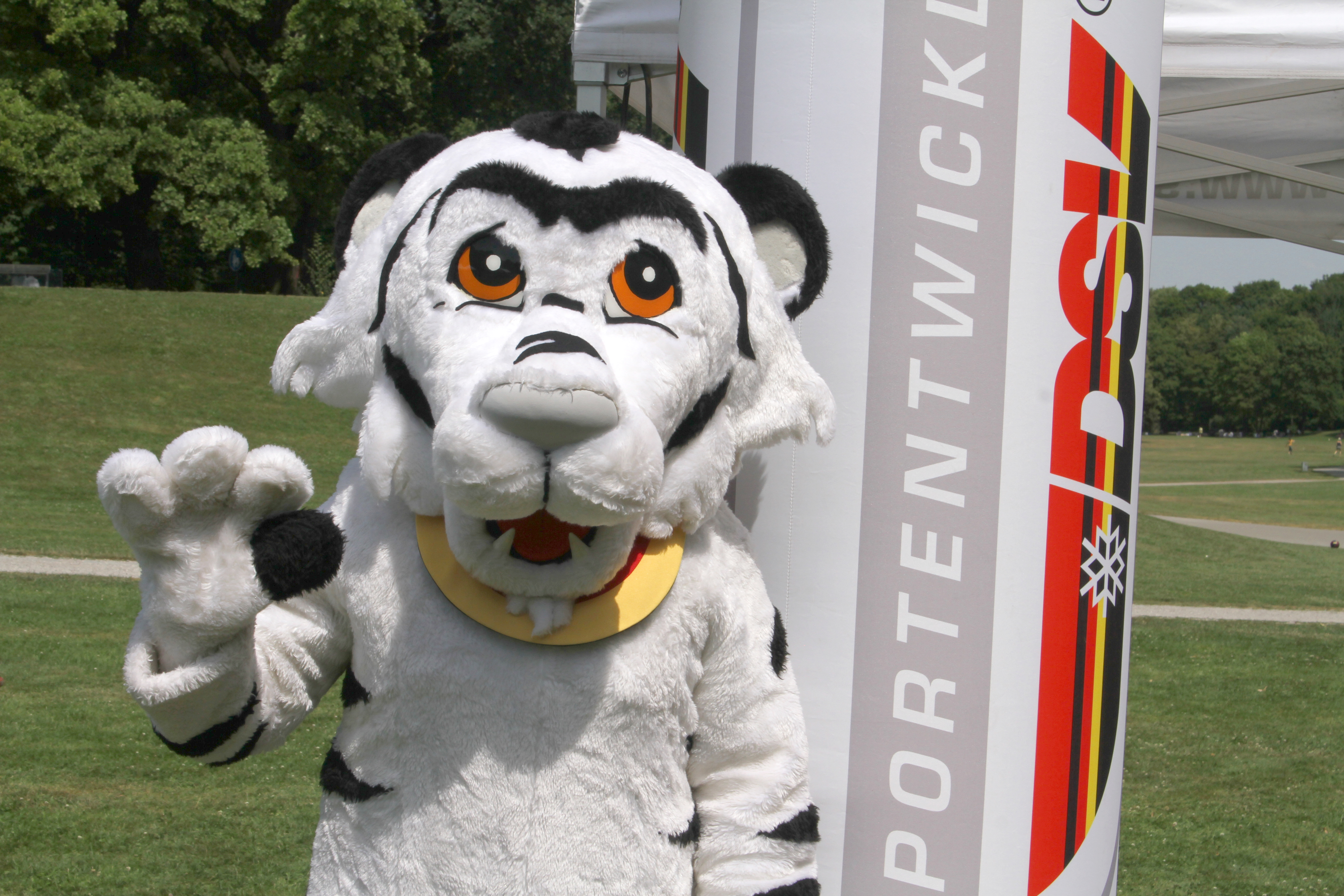
Skitty, das Maskottchen des DSV für Kinderwettbewerbe

- Alpine Skiweltmeisterschaften 1978 in Garmisch-Partenkirchen
- Biathlon-Weltmeisterschaften 1979 in Ruhpolding
- Biathlon-Weltmeisterschaften 1985 in Ruhpolding
- Nordische Skiweltmeisterschaften 1987 in Oberstdorf
- Biathlon-Weltmeisterschaften 1996 in Ruhpolding
- Biathlon-Weltmeisterschaften 2004 in Oberhof
- Nordische Skiweltmeisterschaften 2005 in Oberstdorf
- Alpine Skiweltmeisterschaften 2011 in Garmisch-Partenkirchen
- Biathlon-Weltmeisterschaften 2012 in Ruhpolding
- Nordische Skiweltmeisterschaften 2021 in Oberstdorf
- Biathlon-Weltmeisterschaften 2023 in Oberhof

## Sportarten
Der DSV vertritt folgende Disziplinen des Skisports:
- Leistungssport:
  - Ski Alpin
  - Skicross
  - Biathlon
  - Nordische Kombination
  - Skispringen
  - Skilanglauf
  - Ski-Freestyle
- Sportentwicklung:
  - Telemarken
  - Rollski
  - Nordic Walking
  - Tourenwesen

Der DSV kooperiert mit dem Deutschen Rollsport und Inline-Verband im Inline Alpin.

## Anti-Doping-Initiative
Die Anti-Doping-Initiative des Deutschen Skiverbandes wurde im Jahr 2006 als Reaktion auf die Dopingdiskussion im Radsport der Tour de France ins Leben gerufen. Als einer der ersten Sportverbände weltweit installierte der DSV eine medizinische Datenbank, in der die Blutwerte aller Athleten archiviert und von der NADA als unabhängiger Kontrollinstanz eingesehen und kontrolliert werden können. Außerdem beteiligt sich der DSV im Rahmen der Antidoping Initiative an einer umfassenden medizinischen Studie der Welt-Anti-Doping-Agentur. Ziel der Studie ist es, ein Untersuchungsverfahren zu entwickeln, um zukünftig Blutmanipulationen sicher ausschließen zu können. Als zusätzliches Kontrollinstrument werden so genannte Athletenpässe an alle Kaderathleten des DSV ausgegeben.